# Heimatschutzbrigade 56

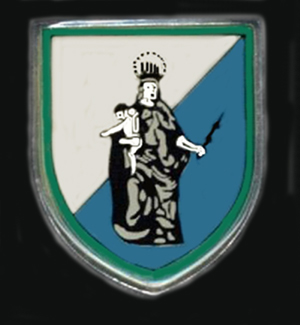
Internes Verbandsabzeichen des Brigadestabes: eine Variante der thronenden Madonna mit Jesuskind und Zepter der Himmelskönigin auf bayrischen Rauten

Die Heimatschutzbrigade 56 war eine überwiegend in Ober- und Niederbayern dislozierte Heimatschutzbrigade des Heeres der Bundeswehr mit Stabssitz in Oberhausen bei Neuburg an der Donau. Die Brigade wurde 1981 im Territorialheer aufgestellt, 1993 aufgelöst und war zuletzt Teil der 1. Gebirgsdivision.

## Geschichte

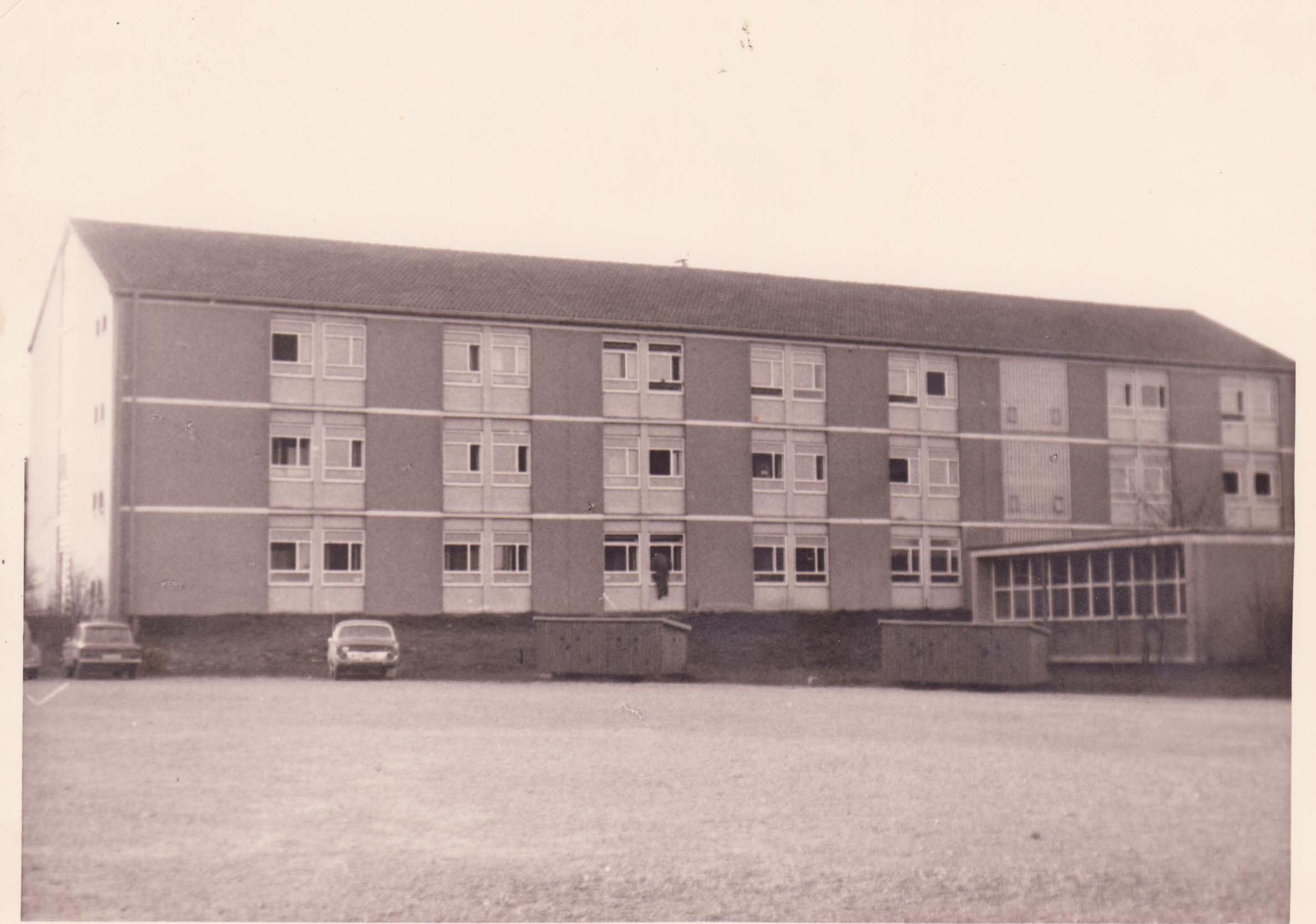
Sitz des Stabes: Tilly-Kaserne in Neuburg/Oberhausen

### Im Territorialheer
Die Brigade wurde am 1. April 1981 zur Einnahme der Heeresstruktur IV im Wehrbereichskommando VI aufgestellt. Zur Aufstellung wurden Teile des zeitgleich aufgelösten Heimatschutzkommandos 18 herangezogen. Weitere Teile des Heimatschutzkommandos 18 wurden zeitgleich zur Aufstellung der nicht aktiven „Schwesterbrigade“ Heimatschutzbrigade 66 verwendet. Das 1970 zur Einnahme der Heeresstruktur III aufgestellte Heimatschutzkommando 18 wurde wiederum aus Teilen der „alten“ Panzerbrigade 28 aufgestellt.
Wie ihre Bezeichnung andeutet, war die teilaktive Heimatschutzbrigade 56 eine der zwölf Heimatschutzbrigaden des Territorialheeres. Etwa 2800 der Brigadeangehörigen waren präsent. Im Verteidigungsfall konnte die Brigade durch Reservisten auf volle Sollstärke von etwa 4500 Soldaten aufwachsen. Einige der unterstellten Bataillone und Kompanien waren dazu als nicht aktive Geräteeinheiten ausgeplant, deren Wehrmaterial im Frieden in Depots lagerte und erst im Verteidigungsfall mobil gemacht worden wäre.

### Im Feldheer

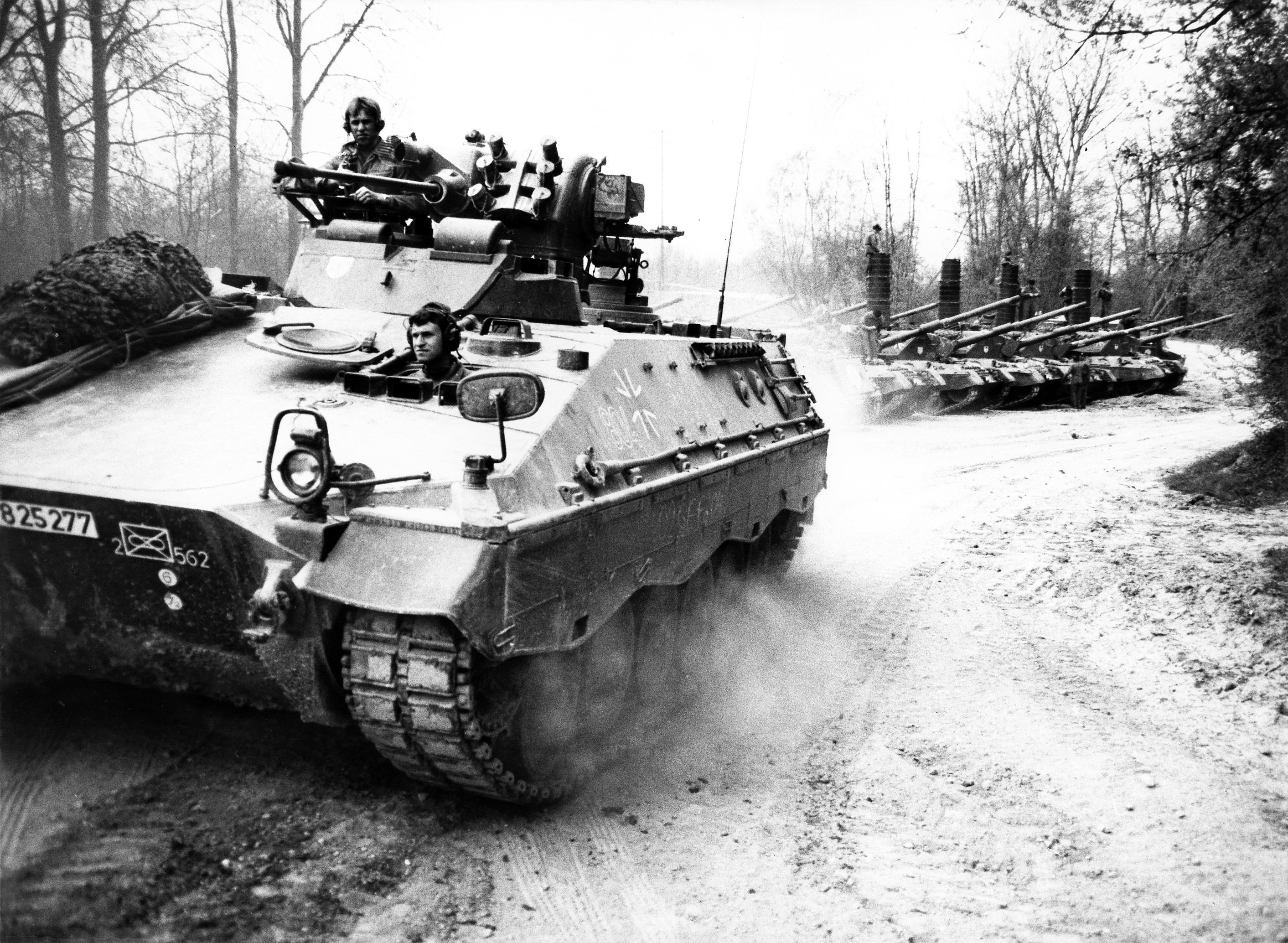
SPz Marder, 2./Panzergrenadier- bataillon 562 Oberhausen, 1984 in Großmehring/Donau

Schon bald nach Einnahme der neuen Heeresstruktur wurde klar, dass die nördlichen und südlichen Flanken der NATO-Verteidigungslinie in Westdeutschland besonders bedroht waren. Ursprünglich dem Territorialheer zugeordnete Verbände sollten an diesen beiden Flanken dauerhaft die Divisionen des Feldheeres verstärken. Im Norden wechselte dazu die Heimatschutzbrigade 51 ins Feldheer; im Süden wurde die Heimatschutzbrigade 56 für diese Aufgabe ausgewählt. Die Heimatschutzbrigade 56 sollte insbesondere die Gebirgstruppen an der Alpengrenze verstärken. Hier bestand die dauerhafte Gefahr, dass Truppen des Warschauer Paktes unter Missachtung der Neutralität Österreichs von Süden bzw. von Osten durch die Donauebene Richtung Süddeutschland vorstoßen hätten können. Die teilaktive Heimatschutzbrigade 56 wurde 1982 der NATO assigniert und damit Teil des Feldheeres. Die teilaktive Heimatschutzbrigade 56 wurde 1985 der 1. Gebirgsdivision eingegliedert.
Die Heimatschutzbrigade 56 war im Vergleich zu den anderen Heimatschutzbrigaden, die eher verstärkten Jägerbrigaden glichen, sehr kampfstark. Die Brigade führte unter anderem zwei Panzergrenadierbataillone, zwei Panzerbataillone und ein Panzerartilleriebataillon. Auch war die teilaktive Heimatschutzbrigade 56 im Vergleich zu allen anderen Heimatschutzbrigaden relativ modern ausgestattet: Sie verfügte neben Leopard 1 und Jagdpanzer Jaguar 2 auch über Schützenpanzer Marder und Panzerhaubitzen M109G. Andere Heimatschutzbrigaden verfügten häufig nur über veraltete M 48, MTW M113 als Ersatz für „echte“ Schützenpanzer und gezogene Feldhaubitzen FH 105mm (L). In ihrer Kriegsgliederung war die Heimatschutzbrigade 56 ganz ähnlich wie eine Panzerbrigade bzw. je nach Sichtweise wie eine verstärkte „reguläre“ Panzergrenadierbrigade des Feldheeres ausgestattet und gegliedert. Zusätzlich und untypisch für andere Divisionen wurden die Divisionstruppen der 1. Gebirgsdivision um ein Panzerbataillon (Gebirgspanzerbataillon 8) verstärkt. Die Heimatschutzbrigade 56 und das Gebirgspanzerbataillon 8 kompensierten damit die Schwäche der 1. Gebirgsdivision, der anders als den meisten anderen Divisionen (Ausnahme: 1. Luftlandedivision) des Heeres statt einer dritten mechanisierten und gepanzerten Brigade „nur“ eine Infanteriebrigade unterstand.
1983 kam es bei einem Informationslehrübung der Heimatschutzbrigade 56 auf dem Truppenübungsplatz Münsingen zu einem schweren Schießunfall. Zwei Soldaten wurden getötet, mehrere Soldaten und Zuschauer, darunter der CSU-Politiker und Reserveoffizier Fritz Wittmann, teils schwer verletzt.

### Auflösung
Nach der Wiedervereinigung und Ende des Kalten Krieges wurde die Heimatschutzbrigade 56 im Zuge der Verkleinerung des Heeres am 30. September 1993 aufgelöst. Lediglich das Feldersatzbataillon 567 bestand als Geräteeinheit fort und wurde als Ersatzbataillon dem Verteidigungsbezirkskommando 66 unterstellt, mit dem Auftrag, im Verteidigungsfall Personalersatz für die Gebirgsjägerbrigade 23 auszubilden und zu stellen. Als letzte Einheit der ehemaligen Heimatschutzbrigade wurde es am 1. März 2007 aufgelöst.

## Gliederung
Die Brigade gliederte sich um 1989 wie folgt:
- Stab/Stabskompanie Heimatschutzbrigade 56, Oberhausen, Tilly-Kaserne
  -  Brigadespähzug 56, Freyung, Kaserne am Goldenen Steig (in Stabskompanie integriert; im Frieden zu 4./GebPzAufklBtl 8)
  -  Panzerjägerkompanie 560, Bogen, Graf-Aswin-Kaserne (ab 1990 Oberhausen; 1993 aufgelöst)
  -  Panzerpionierlehrkompanie 560, München (im Frieden als Lehrtruppenteil zu Pionierschule)
  -  Nachschubkompanie 560, München
  -  Instandsetzungskompanie 560, München (bis 1988 Oberhausen)
  -  Sanitätskompanie 560 (GerEinh), Garching bei München
  -  Panzergrenadierbataillon 561, München, Bayern-Kaserne (30. September 1990 aufgelöst)
  -  Panzergrenadierbataillon 562, Oberhausen (30. September 1994 aufgelöst)
  -  Panzerbataillon 563, Landshut, Schoch-Kaserne (30. September 1992 aufgelöst)
  -  Panzerbataillon 564 (GerEinh), Heidenheim (30. September 1993 aufgelöst)
  -  Panzerartilleriebataillon 565, München, Bayern-Kaserne (1992 aufgelöst)
  -  Feldersatzbataillon 567 (GerEinh), Landshut (umbenannt in Ersatzbataillon 567, endgültig aufgelöst am 1. März 2007)

## Verbandsabzeichen

Gewebte Version des Verbandsabzeichens

Die Brigade führte ein Verbandsabzeichen mit folgender Blasonierung:
„Grün bordiert, von Silber und Blau schräglinks geteilt, aufgelegt ein schwarzes Mittelschild, darin ein rotbewehrter und rotgezungter goldener Löwe.“
Das Verbandsabzeichen stellte die Verbindung zum Stationierungsraum her. Das Verbandsabzeichen nahm wesentliche Elemente des Wappens von Oberbayern auf. Die Farben und Schrägteilung erinnerten an die bayerische Rauten. Der Löwe im schwarzen Schild ähnelte dem Pfälzer Löwen aus dem Wappen Oberbayerns. Im Wappen Oberbayerns ist der Pfälzer Löwe allerdings als gekrönter Löwe dargestellt. Der grüne Bord war typisch für alle Heimatschutzbrigaden in der Heeresstruktur IV. Grün ist die Waffenfarbe der Jägertruppe, denn die meisten Heimatschutzbrigaden ähnelten verstärkten Jägerbrigaden.
Die Heimatschutzbrigade 56 übernahm dieses Verbandsabzeichen vom „Vorgänger“ Heimatschutzkommando 18. Der Pfälzer Löwe fand sich auch im Verbandsabzeichen der 4. Panzergrenadierdivision und der Heimatschutzbrigade 54. Die Bayerischen Rauten fanden sich auch in den Verbandsabzeichen im Bereich der 4. Panzergrenadierdivision, beim Verbandsabzeichen der 13. Panzergrenadierdivision und bei einer älteren Ausführung des Verbandsabzeichens der Panzergrenadierbrigade 37.

## Kommandeure
- Brigadegeneral Eberhard Fuhr (1. April 1981 – 28. März 1985)
- Brigadegeneral Wilko Hartmann (28. März 1985 – 7. Mai 1991)
- Oberst Klaus Hartmann (8. Mai 1991 – 30. September 1993)